# Frauen, die nicht lieben dürfen
Pour plus de détails, voir Fiche technique et Distribution.
Frauen, die nicht lieben dürfen (en français Femmes qui n'ont pas le droit d'aimer) est un film allemand  muet réalisé par Géza von Bolváry, sorti en 1925.

## Synopsis
La petite modiste Yvonne mène une vie belle et décente et est aimée d'un jeune homme tout aussi bon qu'elle connaît depuis sa plus tendre enfance. Elle n'échappe néanmoins pas aux tentations de la "grande ville pécheresse". Un jour, elle la rencontre sous la forme de Lydia, une prostituée vieillissante, qui sait attirer et séduire les jeunes filles inexpérimentées. Elle habille complètement l'innocente pour en faire l'attraction de ce qui était récemment un joli bordel orphelin et délabré. Le "Salon" récemment ouvert devient bientôt un lieu incontournable pour les bons vivants de tous bords, et des fêtes somptueuses et des orgies s'ensuivent. Yvonne est la dernière attraction ici, qui est positionnée et drapée sur une pièce maîtresse tournante comme la plus belle de toutes les filles dans le cadre d'un festin extravagant, suscitant ainsi le désir charnel des clients, ce qui fait monter en flèche les ventes de l'établissement.
L'élégant et expérimenté Baron de la Rive en particulier a les yeux rivés sur la "nouvelle acquisition" de Lydia. Même si Yvonne a appris à ne jamais tomber amoureuse dans son métier, c'est exactement ce qui arrive lorsqu'elle rencontre un jour le beau Gaston Dupont. Yvonne se précipite hors de son lieu de travail, mais son ancienne professeure ne veut pas laisser partir son "meilleur cheval de l'écurie" et la suit. Lydia est capable de faire croire à Yvonne que son sigisbée n'en est pas un, alors la fille amèrement déçue la suit jusqu'au bordel. Yvonne reste un moment au bordel, mais finalement elle en a assez de tout et commence à être dégoûtée par les hommes lubriques et graisseux et à haïr et se moquer des prétendants. Yvonne voit la solution à ses problèmes dans une autre évasion. Mais son passé l'a tellement dégoûtée d'elle-même qu'elle se jette à l'eau. Elle est sauvée à la dernière seconde. La jeune fille déchue retourne à ses racines pour sombrer dans les bras de son honnête amour d'enfance. Grâce à la puissance de son amour, la "femme déchue" se rétablira corps et âme.

## Fiche technique
- Titre original : Frauen, die nicht lieben dürfen
- Réalisation : Géza von Bolváry
- Scénario : Karl Bolvag
- Direction artistique : Otto Voelckers (de), Peter Rochelsberg
- Costumes : Walter Wesener
- Photographie : Hans Karl Gottschalk (de)
- Société de production : Ewe-Film GmbH
- Société de distribution : Bayerische Film
- Pays d'origine : Allemagne  République de Weimar
- Langue : allemand
- Format : Noir et blanc - 1,33:1 - 35 mm
- Genre : Drame
- Durée : 78 minutes
- Dates de sortie :
  - Allemagne  République de Weimar : 15 juillet 1925.

## Distribution
- Ellen Kürti : Yvonne
- Olaf Fjord : Gaston Dupont
- Helene von Bolváry : Lydia
- Carl Walther Meyer (de) : Paul Vanée
- Charlotte Klinder : Marga, la sœur de Paul
- Paul Otto : Baron de la Rive
- Elena Lunda : Marchesa Pasquali
- Lo Etthoff : Madame Adele

## Production
Frauen, die nicht lieben dürfen est réalisée à la fin du printemps 1925 et présentée le 15 juillet 1925 au Marmorhaus de Berlin, après qu'une interdiction des jeunes fut imposée et que certaines coupes furent nécessaires. Malgré de nouvelles coupures, le film est totalement interdit lors d'une procédure de révocation le 30 novembre 1925, au motif qu'il est immoral. Lorsqu'il est interdit, le film en six actes mesure près de 1 970 mètres de long. Les longueurs précédentes étaient de 2 019 m et 2 369 m.

## Source de traduction
- (de) Cet article est partiellement ou en totalité issu de l’article de Wikipédia en allemand intitulé « Frauen, die nicht lieben dürfen (1925) » (voir la liste des auteurs).